# To the Stars... Demos, Odds and Ends
To the Stars... Demos, Odds and Ends è il primo album da solista di Tom DeLonge ed è stato pubblicato il 21 aprile 2015.
Come suggerisce il nome, l'album è una raccolta di brani nati da idee e demo, alcuni dei quali originariamente destinati a essere sviluppati dai Blink-182 prima della separazione e che probabilmente sarebbero stati inclusi in un nuovo album del gruppo. La locuzione "To the Stars..." si riferisce invece all'etichetta multimediale fondata da Tom DeLonge stesso (chiamata appunto To the Stars), che ha prodotto e distribuito l'album.
Durante la registrazione, tutti gli strumenti sono stati suonati da DeLonge, a eccezione della batteria, per la quale è stato ingaggiato Brooks Wackerman, che aveva già collaborato con DeLonge nel 2013 in occasione del tour australiano dei Blink-182, in cui sostituì Travis Barker.

## Le tracce
1. New World – 3:34
2. An Endless Summer – 4:09
3. Suburban Kings – 4:10
4. The Invisible Parade – 3:29
5. Circle-Jerk-Pit – 1:59
6. Landscapes – 2:14
7. Animals – 3:41
8. Golden Showers in the Golden State – 2:03

Durata totale: 25:19
New World è il primo singolo dell'album. Sia il testo che il videoclip sono molto simbolici, con richiami alla separazione dai Blink-182.
Circle-Jerk-Pit è il secondo singolo dell'album. È un brano dal testo e dal ritmo punk che richiama le radici di DeLonge ai tempi dei primi Blink-182. Il videoclip riprende lo stesso tema, mostrando scene di una festa in un cortile con alcol e skater.
È stato prodotto un videoclip anche per The Invisible Parade, una ballata in acustico che DeLonge ha dedicato al fratello arruolatosi in esercito, mentre per tutti gli altri brani sono stati realizzati dei semplici audio-video, disponibili sul canale YouTube dell'artista.